# 26A busz (Székesfehérvár)
A székesfehérvári 26A jelzésű autóbusz a Jancsár utca és a Kassai utca / Nagyszombati utca között közlekedik. A viszonylatot az ArrivaBus üzemelteti, a Volánbusz alvállalkozójaként.

## Története
Eredetileg a Jancsár utca (akkor Dr. Münnich Ferenc lakótelep) – Bory-vár viszonylatra hozták létre az 1980–90-es évek fordulóján, a 26-os busz mellékvonalaként, amikor annak útvonala átkerült a Béla útra. A 26A busz öreghegyi szakaszát nem sokkal később a Máriavölgyből az eggyel délebbi párhuzamos Kassai útra helyezték át, aminek teljes hosszán végighalad a végállomásig a merőleges Nagyszombati útig. Így hosszabb útvonalon érinti Öreghegy városrészt.

## Járművek
2010 szeptemberéig Mercedes-Benz O345G, Volvo 7000A, Ikarus C80, Ikarus 280 típusú buszok jártak rajta, ekkor – az Alba Volán, majd a Volánbusz alvállalkozójaként – a VT-Transman (napjainkban ArrivaBus) vette át a vonal üzemeltetését MAN NG 262 és MAN NG 272 típusú csuklós autóbuszokkal.

## Útvonala
| Kassai utca / Nagyszombati utca felé | Jancsár utca felé |
| --- | --- |
| Jancsár utca vá. – Balatoni út – Jancsár köz – Horvát István utca – Széchenyi utca – Vörösmarty tér – Piac tér – Palotai út – Schwäbisch Gmünd utca – Mátyás király körút – Szekfű Gyula utca – Berényi út – Berényi út – Túrózsáki út – Fiskális út – Kassai utca – Kassai utca / Nagyszombati utca vá. | Kassai utca / Nagyszombati utca vá. – Kassai utca – Fiskális út – Túrózsáki út – Berényi út – Berényi út – Szekfű Gyula utca – Mátyás király körút – Schwäbisch Gmünd utca – Palotai út – Piac tér – Vörösmarty tér – Széchenyi utca – Horvát István utca – Jancsár köz – Balatoni út – Jancsár utca vá. |

## Megállóhelyei
| 0  | Jancsár utca végállomás                    | 25 | 10, 20, 22, 23, 23E, 24, 25, 26, 29 8050, 8055, 8060, 8062, 8067, 8068, 8069, 8070, 8078 | Jancsár Hotel                                                                            |
| 1  | Tóvárosi lakónegyed                        | 24 | 20, 22, 23, 23E, 24, 25, 26 | Tóvárosi Általános Iskola                                                                |
| 3  | Református Általános Iskola                | 22 | 11, 11A, 11G, 12, 12A, 12Y, 13, 13A, 13G, 13Y, 15, 15Y, 22, 23, 23E, 24, 25, 26, 36, 37, 38, 40, 41, 43, 44 | Református templom, Talentum Református Általános Iskola, József Attila Kollégium        |
| 5  | Autóbusz-állomás                           | 20 | 10, 11, 11A, 12, 12A, 12Y, 13, 13A, 13G, 13Y, 14, 14G, 15, 15Y, 26, 26G, 27, 36, 37, 38, 40, 41, 42, 43, 44 707, 718, 747, 748, 749, 750, 751, 757, 758, 759, 8000, 8001, 8002, 8010, 8011, 8013, 8030, 8032, 8033, 8035, 8037, 8039, 8040, 8046, 8047, 8048, 8049, 8050, 8055, 8060, 8062, 8065, 8066, 8067, 8068, 8069, 8070, 8078, 8080, 8086, 8090, 8092, 8093, 8095, 8096, 8097, 8098, 8099 1172, 1173, 1174, 1204, 1205, 1215, 1229, 1507, 1510, 1512, 1529, 1563, 1706, 1707, 1734, 1758, 1803, 1808, 1809, 1822, 1823, 1824, 1826, 1840, 1841, 1842, 1843, 1844, 1845, 1853 | Autóbusz-állomás, Alba Plaza, Belváros                                                   |
| 7  | György Oszkár tér                          | 18 | 10, 11, 12, 13, 14, 17, 26, 26G, 27, 36, 37, 38 | Vasvári Pál Általános Iskola                                                             |
| 9  | Ybl Miklós lakótelep                       | 16 | 16, 17, 26, 26G, 27, 30, 38 | Novotel, Domus                                                                           |
| 11 | II. Rákóczi Ferenc Általános Iskola        | 14 | 26, 26G, 27, 38 718, 8010, 8011, 8013 | II. Rákóczi Ferenc Általános Iskola, Székesfehérvári Városi Bíróság, Evangélikus templom |
| 13 | Királykút lakónegyed                       | 12 | 26, 26G, 27, 32, 38 |                                                                                          |
| 14 | Olaj utca                                  | 11 | 26, 27, 32, 38 |                                                                                          |
| 15 | Vértanú utca                               | 10 | 26, 26G, 27, 32, 38 718, 8010 | Csutora temető                                                                           |
| 16 | Álmos vezér utca                           | 9  | 26, 26G, 27, 32, 38 |                                                                                          |
| 18 | Cento utca                                 | 7  | 23, 26, 26G, 32, M26 |                                                                                          |
| 19 | Videoton                                   | 6  | 23, 23E, 26, 26G, 31, 31E, 32, M26 718, 8010, 8011, 8013, 8030, 8035 | Videoton, Váci Mihály Ipari Szakképző Iskola és Kollégium                                |
| 20 | Máriavölgyi elágazás                       | 5  | 23, 23E, 31, 31E, 32 |                                                                                          |
| 22 | Vágújhelyi utca                            | 3  | 32 | Bory-vár                                                                                 |
| 23 | Pöstyéni utca                              | 2  | 32 |                                                                                          |
| 24 | Körmöci utca                               | 1  | 32 |                                                                                          |
| 25 | Kassai utca / Nagyszombati utca végállomás | 0  | 32 |                                                                                          |